# Guarda branca

Emblema

A Guarda Branca (em esloveno:  Bela Garda ou Belogardisti), oficialmente Milícia Voluntária Anticomunista (em italiano: Milizia Volontaria Anti Comunista, MVAC) eram formações auxiliares paramilitares do Exército Real Italiano composto de grupos antipartidários iugoslavos nas porções do Reino da Iugoslávia ocupadas pelos italianos durante a Segunda Guerra Mundial ajudando ao desenvolvimento da militância do governo italiano da época.

## Organização
No norte da Dalmácia, por exemplo, pequenos grupos de civis sérvios armados e soldados iugoslavos desmobilizados inicialmente suspeitos de invasão de tropas italianas, entraram em discussões com autoridades italianas que ofereceram refúgio à minoria sérvia dos esquadrões da morte invasores croatas Ustaša. Na Eslovênia, o estabelecimento de unidades MVAC foi estimulado pelo bispo católico romano esloveno Rožman, que enviou uma carta ao general italiano Mario Robotti em setembro de 1942 propondo a criação de um exército colaboracionista esloveno e uma força policial sob o comando italiano para ajudar a combater os guerrilheiros de esquerda e rastrear para baixo seus apoiadores.
Formalmente estabelecidas pelo acordo ítalo-croata Roatta - Pavelić de 19 de junho de 1942, as primeiras unidades MVAC da Chetnik bande "legalizada" foram instaladas no território da Dalmácia ocupada pela Itália em 23 de junho de 1942.   
Entre 1942 e 1943, os grupos MVAC nas partes ocupadas pelos italianos da Dalmácia foram equipados com armas, munições e roupas pelos italianos.  De acordo com o general italiano Giacomo Zanussi, "legalizou" a bandeirinha de Chetnik do MVAC que foi fornecida com 30.000 fuzis, 500 metralhadoras, 100 morteiros, 15 peças de artilharia, 250.000 granadas de mão, 7 milhões de cartuchos de armas pequenas e 7.000- 8.000 pares de sapatos.  Em 28 de fevereiro de 1943, aproximadamente 20.514 auxiliares MVAC anticomunistas foram registrados pelas autoridades italianas no território do Estado Independente da Croácia e Montenegro. 
A fim de obter o endosso italiano para operações antipartidárias, os grupos MVAC eslovenos foram inicialmente recrutados das organizações locais Sokol e da Legião Nacional, seguidos mais tarde por membros do regimento Chetniks esloveno de Karl Novak e da Legião da Morte.
Naquele mesmo mês, unidades armadas em áreas rurais foram transformadas em Guardas de Aldeia ( em esloveno:  Vaške straže  ) e foram incluídos no MVAC, tornando-se o maior agrupamento entre os auxiliares italianos.
Um desses ex-prisioneiros de guerra foi o tenente-coronel Ernest Peterlin, que após seu retorno à Eslovênia foi nomeado para comandar a unidade MVAC de Ljubljana formada em outubro de 1942. Em novembro de 1942, as unidades MVAC eslovenas totalizavam 4.471 homens armados. 
Observando que eles “pareciam esquadrões de valentões”, os auxiliares do MVAC esloveno foram vistos por seus patrocinadores italianos como “insubordinados e turbulentos”. Falando ao bispo Rožman no outono de 1942, o general italiano Vittorio Ruggero advertiu Rožman: "Não sou esloveno, mas é assim que vejo os eslovenos e sua luta: as unidades do MVAC nos ajudam muito, italianos ... mas entre vocês eslovenos eles crie tanto ódio que você não será capaz de eliminá-lo por cinquenta anos. "
Com o fim do domínio italiano na Eslovênia, em 19 de setembro de 1943, guerrilheiros iugoslavos e soldados italianos recém-rendidos sitiaram o Castelo de Turjak, 20 km a sudeste de Ljubljana . As unidades MVAC da Legião Nacional e da Guarda da Aldeia cercadas, juntamente com as forças eslovenas de Chetnik, foram derrotadas pelas forças antiesquerdistas tas graças a armas pesadas adquiridas das forças italianas. 

### Artigos de jornal
- Vucinich, Wayne S. (setembro de 1974). «Yugoslav Resistance in the Second World War: The Continued Debate». Reviews in European History. 1